# Gerard Conrad Bernard Suringar

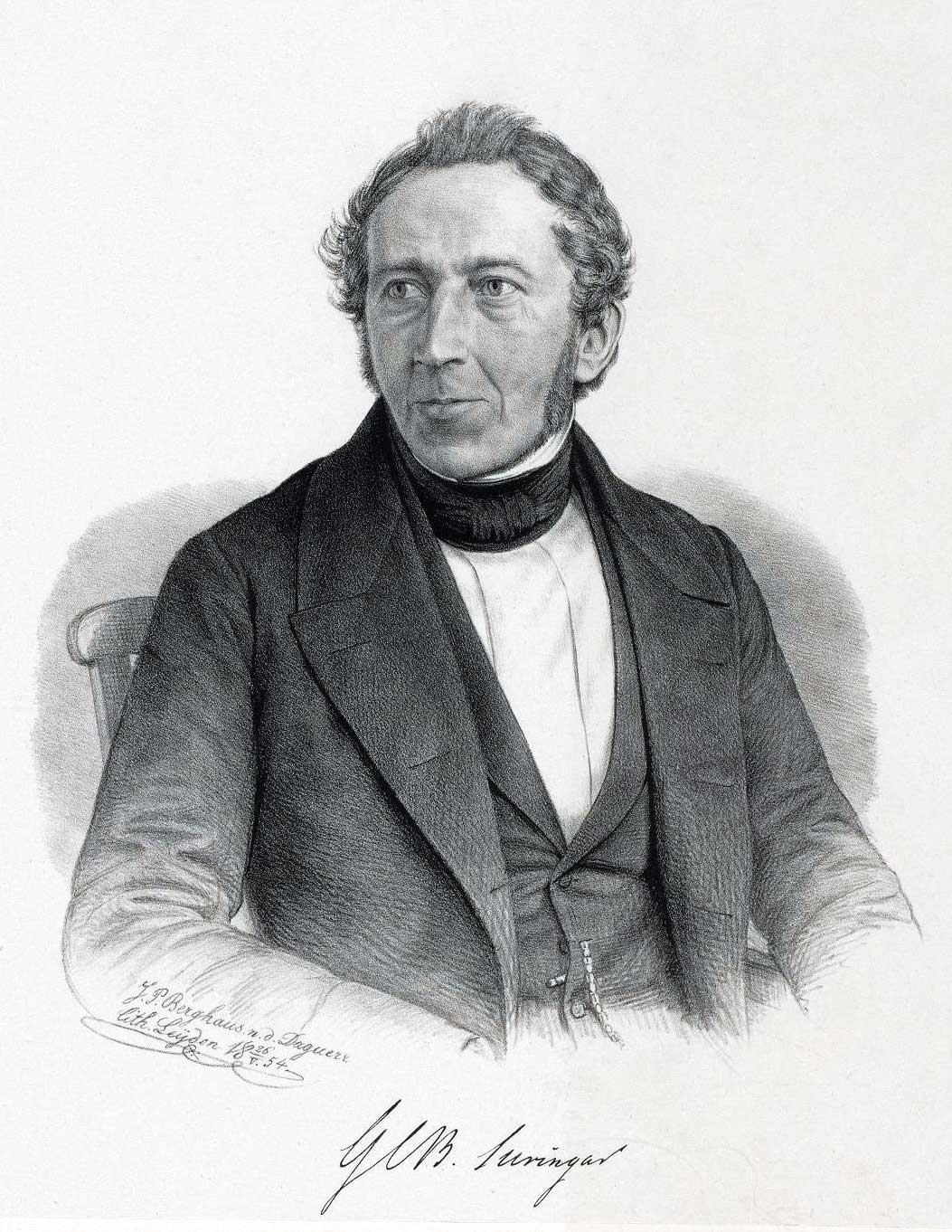
Gerard Conrad Bernard Suringar

Gerard Conrad Bernard Suringar auch: Gerardus Conradus Bernardus Suringar (* 8. April 1802 in Lingen (Ems); † 12. Januar 1874 in Leiden) war ein deutscher Mediziner und Historiker.

## Leben
Der Sohn des Professors Lucas Suringar hatte die Lateinschule und das Gymnasium Lingen sowie 1815 das Gymnasium in Leiden besucht. Am 15. September 1817 immatrikulierte er sich an der Universität Leiden, um ein Studium der Medizin zu absolvieren. Seine prägenden Lehrer wurden Sebald Justinus Brugmans, Gerard Sandifort, Joan Karel Krauss (1759–1826) und Josephus Chrysostomus Bernardus Bernard (1774–1852). Am 2. Juni 1824 promovierte er mit der Abhandlung de nisu formativo ejusque erroribus zum Doktor der Medizin und erhielt am 16. desselben Monats auch das Doktorat der Philosophie. Er führte eine Bildungsreise durch Belgien, Frankreich und Deutschland durch. Nach seiner Promotion am 26. Januar 1826 zum Doktor der Chirurgie wurde er in Leiden Stadtarzt.
Nachdem Suringar 1829 für die Beantwortung einer ausgeschriebenen Preisfrage mit der Goldmedaille ausgezeichnet wurde, erhielt er von Sandifort eine Empfehlung für eine Professur am Athenaeum Illustre in Amsterdam. Der Stadtrat von Amsterdam ernannte ihn daher am 6. Januar 1830 zum Professor der Medizin und Chirurgie, welche Berufung er am 15. März 1830 antrat mit der Rede de Praeclaro, quod in sensibus integris et exercitatis est, praesidio ad medicinam discendam, faciendam et perficiendam. Ein Jahr später wechselte er an die klinische Schule in Amsterdam, blieb dem Athenaeum aber als Honorarprofessor verbunden. Dieses Amt übernahm er am 1. Juni 1831 mit der Rede Over het verband tusschen de geschiedenis der geneeskunde en die der beschaving.
Am 11. März 1843 wurde per königlichen Beschluss zum Professor der Medizin an der Universität Leiden berufen. Sein Lehrauftrag umfasste Pharmakognosie und Pharmakodynamik. Dieses Amt übernahm er am 17. Januar 1843 mit der Antrittsrede de perficiendo Pharmacologiae studio. Zudem beteiligte er sich auch an den organisatorischen Aufgaben der Hochschule und war 1849/50 Rektor der Alma Mater. Dieses Amt legte er mit der Rede de Naturae et Literarum studio in re medica conjunctissimo nieder. Vor allem hatte sich um die Aufbereitung der medizinischen Geschichte von Leiden bekannt gemacht. Am 20. Mai 1872 wurde er per königlichen Beschluss aus seiner Professur emeritiert.
Suringar wurde am 19. Februar 1861 Ritter des Ordens vom niederländischen Löwen, er war Mitglied und Sekretär der Spezialkommission Pharmacopoea Belgica und Mitglied der provinziellen medizinischen Kommission in Südholland. Außerdem war er Mitglied unterschiedlicher in- sowie ausländischer Gelehrtengesellschaften. Am 14. September 1831 wurde er Mitglied der Gesellschaft zur Beförderung der Medizin in Amsterdam, am 18. Mai 1833 Mitglied der holländischen Gesellschaft der Wissenschaften in Haarlem, am 30. Januar 1834 ausländisches Mitglied der Societas Medico-Chirurgica Berolinensis Hufelandiana dicta, am 6. April 1842 Mitglied der Zeeländischen Gesellschaft der Wissenschaften in Middelburg, am 10. Juni 1861 Mitglied der Gesellschaft der niederländischen Literatur in Leiden und am 19. Juli 1869 konsultierendes Mitglied der Batavischen Gesellschaft zur experimentellen Philosophie in Rotterdam.
Am 14. Juni 1832 verheiratete er sich mit Aletta Wilhelmina ten Cate (* 20. Juni 1811 in Utrecht; † 5. November 1867 in Leiden), die Tochter des Andries ten Cate und Anna Maria van der Vogt. Von den fünf Kindern dieser Ehe überlebte ihn nur eine Tochter Cécile Constance Suringar, welche mit Gerrit Roorda verheiratet war.

## Werke (Auswahl)
Suringar hatte zahlreiche Beiträge in den in und ausländischen medizinischen Fachzeitschriften und Journalen seiner Zeit verfasst. Zudem sind eigenständige Ausgaben seiner Arbeiten erschienen.
- Dissertatio Medica de nisu formativo ejusque erroribus. Leiden 1824
- De Gallorum Chirurgia Observationum Sylloge. Leiden 1827
- Geschied- en oordeelkundige verhandeling over het leerstelsel van den Franschen Geneesheer Broussais. Amsterdam 1829
- De doelmatigste inrigting van Sterflijsten ten dienste van de Geneeskunde in het algemeen, en van de Geneeskundige Staatsregeling in het bijzonder. Amsterdam 1831
- Oratio inauguralis, De praeclaro, quod in sensibus integris et exercitatis est, praesidio ad medicinam discendam, faciendam et perficiendam. Amsterdam 1830
- Over het verband tusschen de Geschiedenis der Geneeskunde en die der Beschaving. Amsterdam 1831 (Online)
- Epitome Therapiae generalis. Amsterdam 1834
- Institutio de morbis acutis sive Doctrina inflammationis et febrium. Amsterdam 1835
- Oratio de perficiendo Pharmacologiae studio. Leiden 1843
- In obitu Jacobi Cornelii Broers, Mdicinae, Chirrgiae et Atris Obstetriciae Doctoris, Medicinae Professoris in Academia Lugduno-Batava. Leiden und Amsterdam, 1847, (Online)
- Memoria Gerardi Sandifort, medicinae doctoris et in Academia Lugduno-Batava Professoris. Leiden und Amsterdam, 1848, (Online)
- Oratio de Naturae et Literarum studio in re medica conjunctissimo. Leiden und Amsterdam 1850
- De opvoeding der zintuigen. Amsterdam 1855
- Bijdragen tot de geschiedenis van het geneeskundig onderwijs aan de Leidsche hoogeschool. 1860–1866 (Online) – verschiedene Abhandlungen aus der Zeitschrift für Medizin zusammengefasst
- Pars suppellectilis anatomicae, sive Catalogus Speciminum pathologico-anatomicorum. Leiden 1866

## Weblink
- Gerard Conrad Bernard Suringar bei der digitalen Bibliothek der niederländischen Literatur

| Personendaten    | Personendaten                         |
| ---------------- | ------------------------------------- |
| NAME             | Suringar, Gerard Conrad Bernard       |
| ALTERNATIVNAMEN  | Suringar, Gerardus Conradus Bernardus |
| KURZBESCHREIBUNG | deutscher Mediziner und Historiker    |
| GEBURTSDATUM     | 8. April 1802                         |
| GEBURTSORT       | Lingen (Ems)                          |
| STERBEDATUM      | 12. Januar 1874                       |
| STERBEORT        | Leiden                                |